# Una casa con vista al mar
Una casa con vista al mar es una película venezolana en blanco y negro de 2001 dirigida por Alberto Arvelo, y una coproducción España-Canadá con Venezuela. Fue la presentación de Venezuela a la 74ª edición de los Premios Óscar para el Premio Óscar a la Mejor Película en Lengua Extranjera, pero no fue aceptada como nominada.  Se estrenó por primera vez en Europa en 2003, antes de su estreno en Venezuela un año después.
Está protagonizada por Imanol Arias, Gabriel Arcand y Leandro Arvelo.
ABC describe la película como una «historia íntima y cruda sobre los campesinos venezolanos de 1948».

## Sinopsis
Basada en la novela Vincentino Guerrero de Freddy Sosa, cuenta la historia de una familia de agricultores de Los Andes de 1948 encabezada por Tomás Alonso que se ve destrozada cuando muere su esposa, dejándolo solo al cuidado de su hijo. Para consolarlo, Tomás le da a su hijo una fotografía de su madre junto al mar, y el niño desarrolla una fascinación por el mar. Tomás lucha entre querer que su hijo ame la tierra de cultivo y protegerlo de sus vecinos más ricos.

## Elenco
- Imanol Arias
- Gabriel Arcángel
- Leandro Arvelo
- Alejo Felipe
- Héctor Manrique
- Manuela Aguirre
- Marcel Jaworski
- Nerio Zerpa
- Ángel Bernardino
- Ramona Pérez

## Premios
| Año  | Festival                                   | Categoría                               | Ref.  |
| ---- | ------------------------------------------ | --------------------------------------- | ----- |
| 2001 | Festival de Cine de La Habana              | Premio Glauber Rocha                    | [ 6 ] |
| 2001 | Festival de Cine de La Habana              | Premio FIPRESCI                         | [ 6 ] |
| 2001 | Festival de Cine Iberoamericano de Huelva  | Premio del público                      | [ 6 ] |
| 2002 | Festival de Cine de Biarritz               | Premio del público                      | [ 6 ] |
| 2002 | Festival Internacional de Cine de Friburgo | Premio del público                      | [ 6 ] |
| 2002 | Festival de Cine de Cartagena              | Premio OCIC                             | [ 6 ] |
| 2002 | Festival Internacional de Cine Cinemanila  | Premio especial del jurado              | [ 6 ] |
| 2002 | Festival Internacional de Cine de Miami    | Premio Garza Dorada                     | [ 6 ] |
| 2002 | Festival de Cine de Oslo                   | Mejor Película Latina                   | [ 6 ] |
| 2003 | LaCinemaFe                                 | Premio Silver Apple a la mejor película | [ 6 ] |